# Daniel González Orellana
Daniel González Orellana, né le 20 février 2002 à Arica, est un footballeur international chilien qui évolue au poste de défenseur central avec le CD Universidad Católica.

## Biographie

### Carrière en club
Daniel González fait ses débuts professionnels avec les Santiago Wanderers le 4 mai 2019 lors d'un match de Primera B contre le Deportes Melipilla. Vainqueur de la deuxième division chilienne, il rejoint ainsi avec son club la Primera División pour la saison suivante.

### Carrière en sélection
González est international chilien dès les moins de 15 ans, prenant notamment part à tous les matchs du Championnat sud-américain 2017 ; avant de participer au tournoi continental avec les moins de 17 ans en 2019 où le Chili atteint la finale et se qualifie pour la Coupe du monde, à laquelle il prend également part.
Également appelé avec les moins de 23 ans en septembre 2019,, il intègre ensuite l'équipe senior en mars 2021. Il fait ses débuts avec le Chili le 26 mars 2021 lors d'un match amical contre la Bolivie, où il est titularisé au poste d'arrière droit.
Il est à nouveau convoqué en équipe du Chili par Martín Lasarte pour la Copa América 2021 quelques mois plus tard,.

## Palmarès
| Santiago Wanderers - Primera B (1) - Champion en 2019 |